# Kletnjanskij rajon
Il Kletnjanskij rajon (in russo Клетнянский район?) è un rajon dell'Oblast' di Brjansk, nella Russia europea; il capoluogo è Kletnja. Istituito nel 1929, ricopre una superficie di 1.580 chilometri quadrati e nel 2010 ospitava una popolazione di 20.350 abitanti.